# Эммануэль 6
«Эммануэль 6» (фр. Emmanulle 6) — французская эротическая мелодрама 1988 года режиссёров Жана Роллена и Бруно Зинкона, шестая часть известного французского эротического киносериала «Эммануэль». Известны версии фильма для Бразилии и Германии, в первом случае фильм длится 80 минут, во втором — 49 (адаптация для телевидения).

## Сюжет
Эммануэль в компании красивейших топ-моделей на роскошном лайнере отправляется в круиз по Карибскому морю. Здесь, на лайнере, организованы показы мод, и многие модели носят весьма дорогостоящие украшения. За сохранностью драгоценностей и самих моделей призван наблюдать детектив, который, помимо прочего, положил глаз на Эммануэль. В это время один из сотрудников лайнера похищает Эммануэль и некоторых других девушек и привозит их в джунгли Венесуэлы.

## В ролях
- Натали Ухер — Эммануэль
- Жан-Рене Госсар — профессор Симон
- Томас Обермюллер — Бентон
- Густаво Родригес — Тони Харрисон
- Хассан Герра — Карлос
- Луис Карлос Мендес — Моралес

## Производство фильма
Первоначально режиссёром картины был Бруно Зинкон, однако, проработав на съёмочной площадке в Венесуэле шесть недель, Зинкон снял лишь 45 минут материала, а, так как Зинкон уже обязался работать над другим фильмом, он не мог снова ехать в Венесуэлу. Тогда продюсер Сэм Сельски пригласил доснять материал Жана Роллена, который переписал сценарий и придумал идею о потере Эммануэль памяти.